# A navarrai lány
A navarrai lány (franciául La Navarraise) Jules Massenet operája („operaepizódja” [épisode lyrique]) két felvonásban. Librettóját Jules Claretie A cigaretta (La Cigarette) című kisregénye nyomán maga Claretie és Henri Cain írta. Ősbemutatója 1894. június 20-án volt a londoni Covent Gardenben. A mű néhány hónap alatt meghódította a francia nyelvű, majd más európai színpadokat. A magyarországi bemutató 1894. október 4-én volt az Operaházban. A Manon után ez lett a szerző második legnagyobb hazai sikere.

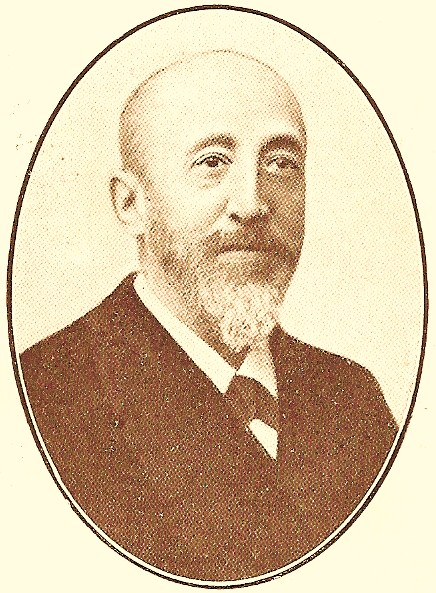
Jules Claretie

Massenet saját operastílusát sikeresen ötvözte az olasz verizmussal. (A művet a „spanyol Parasztbecsületként” is emlegették.) A couleur locale érzékeltetésére több ibériai táncdallamot is felhasznált a szerző. A mű két rövid felvonásból, és az azokat összekötő Nocturne-nek nevezett közzenéből áll. Játékideje 48–50 perc. (A milánói bemutatóra a címszerepet mezzoszoprán hangra írta át Massenet.)

## Szereplők
- Anita, navarrai lány (szoprán)
- Araquil, a biscayai ezred őrmestere (tenor)
- Garrido, tábornok (bariton)
- Remigio, Araquil apja (basszus)
- Bustamente, a biscayai ezred őrmestere (bariton)
- Ramón, kapitány ugyanabban az ezredben (tenor)
- Egy katona (basszus)

Katonák, falusiak (vegyeskar)

## Cselekménye
Hely: falu Bilbao közelében
Idő: a III. „karlista háború” idején, 1874 körül
[1872 és 1876 között harmadszor dúlt polgárháború Spanyolországban VII. Ferdinánd öccsének trónöröklését akarók (a karlisták) és a legitimisták között, akik közé tartozik az opera Garrido tábornoka.]

### Első felvonás
Szín: a falu főtere. Balra az egész képet meghatározó laktanya, mellette apró házak festői sora. Hátul barikádok. A horizonton a Pireneusok hófödte csúcsai. Délután 6 óra, alkonyodik.
Garrido az őt Bilbaóból kiüldöző Zuccaragát és karlistáit átkozza, amikor jön a szerelmét, Araquilt a katonák között kereső Anita. Boldogan beszélget a pár, de megzavarja őket a fiú apja, Remigio. Durván közli, nem engedi, hogy gyermeke egy nincstelen pamplonai árva lányt vegyen el. Anita akkor lehet a menye, ha lesz kétezer duro hozománya. A lány épp kezdi belátni „méltatlanságát”, mikor Ramón és Garrido beszélgetéséből megtudja, hogy a karlisták újabb támadásra készülnek, a tábornok keresi az embert, aki Zuccaragát megölné. Anita rögtön ajánlkozik – kétezer duróért. Garrido nem hisz a nevét titkoló „navarrai lányban”, de ő az éjszakában elindul az ellenség tábora felé.
Araquil szerelméről ábrándozik a holdfényben, Ramón elmondja neki, hogy a sebesült katonatársaktól úgy hallotta, Anita jó viszonyban van a karlistákkal, Zuccaraga eltüntetésére való ajánlkozását is megemlíti: bizonyítva látja, a lány kém. Az elmondottak hatására Araquil elsiet.
A katonák Bustamente vezetésével mulatozva fejezik be a napot.

### Második felvonás
Szín: ugyanott, másnap hajnalban.
A katonák készülődése közben csapzottan, véresen megérkezik Anita. Elvégezte feladatát, Zuccaraga halott, a bilbaói harangok zúgása a bizonyíték. A lány Garridótól megkapja a boldogsághoz vezető kétezer durót. Mikor a legjobban örül, akkor jelenik meg szakadt ruhában, halálos sebtől vérezve Araquil. Egész éjjel félőrülten követte a kémgyanús Anitát. Faggatja szerelmét útja céljáról, de ő a választ későbbre ígéri, most inkább a pénznek örül. Araquil csak akkor nyugszik meg, mikor megjelenő apja elmondja, hogy éjjel megölték a karlista vezért, de ekkor már késő: sebeibe belehal a fiú. Anita a fájdalomtól zavartan kezd viselkedni, követni akarja a halálba Araquilt, előveszi Szűz Mária-szobrocskáját, mely mindig segített neki, majd artikulálatlan nevetésbe tör ki, végül átöleli szerelme holttestét, s maga is élettelenül mellézuhan.

## Diszkográfia
- Marilyn Horne (Anita), Plácido Domingo (Araquil), Sherrill Milnes Garrido), Nicola Zaccaria (Remigio), Gabriel Bacquier (Bustamente) stb.; Ambrosian Operakórus, Londoni Szimfonikus Zenekar, vez. Henry Lewis (1975) RCA 74321 50167 2